# Патомське нагір'я
Пато́мське нагі́р'я (рос. Патомское нагорье) — нагір'я в Росії, в межиріччі Вітіму (захід), Чари (схід) і Лени (північ). Являє собою частину більшого Байкало-Патомского нагір'я. Приблизні розміри 300 на 300 км. Найвища точка — 2148 м. Крайня південно-східна частина розташована в Забайкальському краї, більша частина в Іркутській області. Південно-східна частина витягнута з півночі на південь на 130 км вздовж адміністративного кордону Іркутської області, найбільша ширина — 90 км (вздовж широти північного берега озера Нічатка).

## Назва
Назву нагір'я отримало від назви річки Великий Патом (права притока Лени). Назва запропонована російським географом і геоморфологом П. О. Кропоткіним 1868 року.

## Геологія
У геологічному відношенні забайкальська частина розташована в Кодар-Удоканській структурно-формаційній тектонічній зоні, що складена ранньоархейськими формаціями. На крайній півночі та на лівому березі річки Чара — чохол протерозойських порід Сибірської платформи.
Нагір'я складено переважно протерозойськими кристалічними сланцями, вапняками і пісковиками, що прорвані інтрузіями гранітів і кварцовими жилами; на півночі — нижньопалеозойські породи.
У сейсмічному відношенні нагір'я розташовується в передрифтовій зоні помірної активації, максимальна сила вирогідного землетрусу становить 8 балів.

## Орографія
Патомське нагір'я складається з системи розчленованих глибокими долинами середньогірських масивів заввишки 1 200—1 300 м, найбільш піднесені ділянки — на південному сході, до 1924 м, за іншими даними — 2148 м. На північ від річки Сень висоти у межах 700—1000 м. На півдні Патомське нагір'я поєднується Лонгдорським підняттям з хребтом Кодар.
Переважають середні й високі гори зі значним ступенем як вертикального, так і горизонтального розчленування, переважно широкими пласкими вершинами. Широко поширені плейстоценові форми рельєфу і відкладення. Порівняно часто зустрічаються круті схили, приурочені до річкових долин, до зон тектонічних розломів.

## Клімат
Патомське нагір'я лежить в континентальній східносибірській області помірного кліматичного поясу північної півкулі. Радіаційний баланс для вирівняних ділянок за рік становить 3800—4100 МДж/м². Взимку територія гірської системи лежить в зоні формування Сибірського максимуму атмосферного тиску. Середньорічна температура повітря -3..-5°C. Середня температура січня -28…-32 °C, липня — +10…+18 °C. Взимку температура повітря може знижуватись до -52 °C. Середня річна амплітуда температури повітря понад 57 °C. Кількість діб з середньодобовою температурою вище 10 °C не перевищує 90 (до 120 в долинах великих річок). Якісна характеристика зволоженості території — помірно зволожена область з мінімальною різницею між атмосферними опадами (300—400 мм на різних схилах) та випаровуваністю (400—500 мм на рік). Кількість опадів у зимовий період не перевищує 150 мм, висота сніжного покриву в середньому 90—110 мм. Середня відносна вологість повітря влітку 55 %, взимку — 75 %. Приблизно 20 діб на рік бувають з грозами.

## Гідрографія
Нагір'я дренують річки басейну Лени, що несе свої води до Східносибірського моря Північного Льодовитого океану.

## Рослинність та ґрунти
Ґрунти представлені гірсько-тайговими і гірсько-тундровими мерзлотними. Широко присутня вічна мерзлота.
Схили до висоти 900—1 100 м зайняті модриновою гірською тайгою, місцями з домішкою кедра; вище — зарослі кедрового стланика і чагарникової берези. Вище 1 200 м переважає гірська тундра з кам'янистими розсипами.

## Господарське використання
Видобувають золото (Бодайбо, Артемівський тощо) і будівельних матеріалів.